# Ignacy Bogdanowicz
Ignacy Bogdanowicz (ur. 1 lutego 1920 w Wilnie, zm. 10 stycznia 1989 w Słupsku) – polski abstrakcjonista związany ze środowiskiem geometrystów.

## Życiorys
Urodził się 1 lutego 1920 w Wilnie w rodzinie Michała Bogdanowicza i jego żony Wiktorii z domu Wiśniewskiej. Ojciec Michał pracował w wileńskim teatrze i operetce „Lutnia” jako inspicjent. Ignacy od początku życia miał styczność ze sztuką. W latach 1938–1944 studiował malarstwo na Uniwersytecie Stefana Batorego w Wilnie. Była to szkoła nastawiona na malarstwo pejzażowe. W 1942 ożenił się ze Stanisławą Misiewicz, a 1943 na świat przyszedł jego pierwszy syn Krzysztof. W latach 1945–1946 przebywał w obozie pracy w Stalinogorsku. W 1946 otrzymał kartę repatrianta i przyjechał do Polski. Początkowo mieszkał w Gdyni, Gdańsku i Ustce. Ostatecznie w 1947 osiadł w Słupsku, gdzie mieszkał przez resztę życia. W 1948 urodził się jego drugi syn Jerzy oraz zmarła żona Stanisława. W 1950 roku ożenił się z pianistką Barbarą Tencza, z którą miał dwóch synów: Bogdana (ur. 1951) i Jacka (ur. 1955). Zmarł 10 stycznia 1989 w Słupsku.

## Lokalna działalność twórcza
Był malarzem, projektantem, organizatorem i animatorem. Zainicjował i współtworzył galerię Nowa Brama oraz słupską Pracownię Sztuk Plastycznych. Współorganizował Dom Pracy Twórczej Ustce. Bogdanowicz od początku swojej drogi artystycznej angażował się w życie artystyczne ziem odzyskanych. Brał udział w licznych wystawach organizowanych m.in. w Ustce, Szczecinie czy Trójmieście. W latach 50’ był współzałożycielem i członkiem oddziału ZPAP w Koszalinie. W 1972 zainicjował i współorganizował Sympozjum Form Przestrzennych w Ustce. W 2. połowie lat 70. z ramienia Urzędu Wojewódzkiego był odpowiedzialny za wizualne projekty w przestrzeni publicznej. Wiele z nich realizował samodzielnie. Zmarł 10 stycznia 1989 roku w Słupsku.

## Twórczość
Ignacy Bogdanowicz tworzył rysunki, reliefy, formy przestrzenne, grafiki, malarstwo ścienne, sztalugowe, scenografie teatralne oraz plakaty. Wczesne prace artysty to głównie malarstwo pejzażowe inspirowane kubizmem i Tadeuszem Makowskim. Wiele z prac to pejzaże miejskie, ukazujące zgeometryzowaną architekturę. 
W latach 60. zainteresował się geometrią, którą postrzegał jako podstawę myśli i kompozycji plastycznej. Bogdanowicz rysował w swoich obrazach, kształtowanych z gęstej materii określone formy, nadawał fakturze rytmy pionowe lub poziome, tworzył wypukłe okręgi, które gładzone na powierzchni, nabierały metalicznego połysku złota czy srebra na tle ciemnym, bliskim czerni.
Aż do roku 1965 w jego pracach zauważalne jest narastanie elementów geometrycznych i coraz większa oszczędność użytych środków. Prostokąt obrazu dzielony bywał zazwyczaj na trzy pola za pomocą zbliżających się ku sobie, regularnych linii eliptycznych lub prostych stykających się pod różnym kątem, a na owych wydzielonych płaszczyznach przemiennie występowała płaskorzeźbowa, zwichrowana faktura, lub osadzony był pojedynczy, niewielki sześcian czy walec na gładkiej, spokojnej powierzchni. Kolor stosował oszczędnie, najczęściej przeciwstawiając gładkie niebieskie płaszczyzny brązowym fakturalnym powierzchniom, lub zderzał czerwień z jasną żółcienią. Jednak wygrywające dążenie do oszczędności użycia środków prowadziło stopniowo do rezygnacji z przeciwstawnych faktur i kolorów.
Od 1966 Bogdanowicz rozpoczął tworzenie reliefów dwustronnych, które powstawały z pozostałości mebli Słupskiej Fabryki Mebli. Są to obiekty kwadratowe z wyciętymi wewnątrz elementami prostokątnymi osadzonymi na metalowych osiach, które pozwalają na ich poruszanie, lub przeprute – i tak bywa najczęściej – wąską szczeliną, w pionie, poziomie czy po diagonali. W wybranym punkcie szczeliny, na pręcie przebiegającym wzdłuż jej całej długości, w otworze wyciętym w formie niewielkiego kwadratu lub koła, osadzona jest zazwyczaj  metalowa kulka lub sześcian, dające się obracać. Od tego niewielkiego, ruchomego, a jednocześnie głównego elementu kompozycji szczelina rozszerza się przeważnie, tworząc wydłużoną i wyostrzoną formę, przez którą przepływa przestrzeń, a w niej zataja się cień lub przedostaje się światło.
W ciągu długich lat pracy nad dwustronnymi reliefami Bogdanowicz używał niekiedy prócz bieli, także szarości czy bieli złamanej ugrem. Kilkakroć eksperymentował także z czernią i czerwienią, i to w dwóch różnych odcieniach. Reliefy dwustronne artysty – i te, które pomyślane zostały jako zawieszone w przestrzeni, i te, które ustawione szeregowo na podłodze tworzyły zmienne układy rytmu – niosły wszystkie konsekwencje geometryczno-konstruktywistycznych dążeń twórcy. Mogły wrosnąć w architekturę, stać się elementami pejzażu, spełniać zadania funkcjonalne we wnętrzach. Przy nikłym w naszym kraju wykorzystaniu myśli plastycznej w kształtowaniu otoczenia człowieka pozostały wszakże, jak wiele zamysłów innych artystów – tylko obiektami muzealnymi.
Od 1973 Bogdanowicz podjął cykl obrazów, w których operuje tylko bielą i szarością. Są to swego rodzaju rysunki tworzone za pomocą sznurka przyklejanego do powierzchni płótna. Ten reliefowy rysunek nie ma charakteru geometrycznego. Nie jest też naśladowczy wobec rzeczywistości. Buduje wizje, w których można dostrzegać lirykę kreski, płynnością duktu nawiązującego do secesyjnych ornamentów, ale też można w nich szukać skojarzeń z pejzażami miast, z rytmami twórców przyrody czy twórców wyobraźni.
Po lata osiemdziesiąte Bogdanowicz kontynuuje obydwa nurty swojej oszczędnej, spokojnej, niemal ascetycznej sztuki. Wspomagają się one wzajem i uzupełniają. Należą do tego typu twórczości, który jest wyrazem dążenia człowieka do ładu, równowagi, twórczego konstruowania świata.

## Wystawy indywidualne i zbiorowe
- 1947 – Wystawa Obrazów i Grafiki Wybrzeża i Ziem Odzyskanych, Szczecin, III Ogólnopolski Salon Malarstwa, Rzeźby i Grafiki, Poznań
- 1948 – Wystawa indywidualna, Słupsk
- 1949 – Wystawa indywidualna, Ustka
- 1950 – I Ogólnopolska Wystawa Plastyki, Warszawa
- 1952 – VIII Wystawa Zimowa, Radom
- 1953 – Wystawa indywidualna w Słupsku, w Ustce
- 1959 – Wystawa Plastyki Ziem Nadodrzańskich w „Zachęcie”, Warszawa
- 1964 – Wystawa poplenerowa „Osieki I-II”, Galeria „Krzywe Koło”, Warszawa
- 1965 – Wystawa indywidualna, Słupsk
- 1967 – Wystawa „11 polskich malarzy”, Pardubice
- 1968 – Wystawa Środowiska Plastyków Okręgu Koszalińskiego, Gladsaxe (Dania)
- 1970 – Wystawa indywidualna, Koszalin
- 1971 – Wystawa Okręgu Koszalińskiego, Gladsaxe (Dania)
- 1972 – Wystawa poplenerowa Sympozjum Form Przestrzennych w Ustce, Warszawa
- 1973 – Wystawa Środowiska Plastyków Okręgu Koszalińskiego, Neubrandenburg (Niemcy)
- 1975 – Wystawa indywidualna w Galerii „Nowa Brama”, Słupsk
- 1979 – Wystawa „Polskie Malarstwo Współczesne”, Szwecja
- 1981 – Wystawa „Tendencje Konstruktywistyczne 1981”, Warszawa
- 1984 – Wystawa „Język geometrii”, Warszawa
- 1985 – Wystawa indywidualna w Muzeum Pomorza Środkowego, Słupsk, „Plastyka Ziem Zachodnich i Północnych”, Olsztyn
- 1986 – Wystawa indywidualna, Galeria ’72, Chełm
- 1987 – Wystawa poplenerowa „Geometria i Ład”, Galeria ’72, Chełm
- 1988 – Wystawa „Geometria i metafora”, Budapeszt (Węgry)

Uczestniczył w ponad 50 wystawach indywidualnych i zbiorowych w kraju i za granicą, m.in. Ogólnopolski Salon Poznań ‘47, Warszawa Galeria „Krzywe Koło” 1963, 1964, Tendencje Konstruktywistyczne, Warszawa 1981, „Język Geometrii” Warszawa 1984, wystawach sztuki polskiej w Czechosłowacji, Danii, Szwecji i Węgrzech.
Brał udział w imprezach organizowanych przez polską awangardę powojenną jak Plenery Koszalińskie w Osiekach (1963 - współorganizator „I Międzynarodowego Studium Pleneru Koszalińskiego”), Sympozjum Złotego Grona w Zielonej Górze w 1965, 1969, Plenerach dla Artystów Posługujących się Językiem Geometrii w Białowieży 1983, 1984, w Okunincach 1985, 1986, 1987, 1988.
Jest autorem dzieł znajdujących się w zbiorach muzeów w Słupsku, Szczecinie, Wilnie, Gdańsku i Koszalinie.

## Nagrody i odznaczenia
- 1950 – Nagroda Ministra Kultury i Sztuki
- 1966 – Nagroda Wojewódzkiej Rady Narodowej w Koszalinie
- 1970 – Odznaka „Za zasługi dla województwa koszalińskiego”
- 1976 – Złota Odznaka ZPAP
- 1977 – Odznaka „Za zasługi dla miasta Słupska”
- 1979 – Nagroda Wojewody Słupskiego za upowszechnienie kultury